# Paul Klee
Paul Klee (phiên âm Quốc tế: /pɔːl kle/, tiếng Anh: /paʊ̯l ˈkleː/) sinh ngày 18 tháng 12 năm 1879, mất ngày 29 tháng 6 năm 1940 là một họa sĩ quốc tịch Đức, gốc Thụy Sĩ, được đánh giá là một trong những hoạ sĩ có danh tiếng của thế giới thế kỷ 20. Ông chịu ảnh hưởng của trường phái biểu hiện, trường phái lập thể, nhưng nổi tiếng nhất trong trường phái biểu hiện lập thể siêu thực. Ngoài ra, Paul Klee cùng người bạn Nga của ông là Wassily Kandinsky còn nổi tiếng về Đông phương học, giảng dạy tại Viện Bauhaus, một trong những chiếc nôi nghệ thuật hiện đại của Đức. Các tác phẩm của ông hội tụ sự sáng tạo, trí tưởng tượng phong phú và những nét vẽ linh hoạt. Ngoài ra, những người yêu hội họa còn như thấy nét hài hước trong tác phẩm của Paul. Ông còn được gọi là nghệ sĩ vi-ô-lông trong giàn nhạc giao hưởng theo cả nghĩa đen và nghĩa bóng. Tập hợp các bài giảng của ông về "Lý thuyết hình thức và thiết kế" (Schriften zur Form und Gestaltungslehre) đã được xuất bản bằng tiếng Anh với tên Paul Klee Notebooks, được coi là rất quan trọng đối với nghệ thuật hiện đại và ảnh hưởng của nó được so sánh với ảnh hưởng của Leonardo da Vinci.

## Tiểu sử và gia đình

### Thiếu thời
Paul Klee sinh ngày 18 tháng 12 năm 1879 ở Munchenbuchsee, Thụy Sĩ, lớn lên và trưởng thành trong một gia đình nghệ sĩ. Klee là con thứ hai của giáo viên âm nhạc người Đức Hans Wilhelm Klee (1849-1940) và nữ ca sĩ người Thụy Sĩ Ida Marie Klee nee Frick (1855-1921) vốn cùng là sinh viên tại Nhạc viện Stuttgart.
Người cha quê ở Tann, đã theo học dương cầm, organ và vĩ cầm tại Nhạc viện Stuttgart. Do ảnh hưởng của cha mẹ, Klee đã phát triển năng khiếu và kỹ năng âm nhạc của mình và đều được cha mẹ ủng hộ và giúp đỡ.
Năm 1880, gia đình ông bà Hann chuyển đến Bern, cư trú trong một ngôi nhà thuộc quận Kirchenfeld. Từ 1886 đến 1890, Klee học trường tiểu học và 7 tuổi đã tham gia lớp học đàn vĩ cầm tại Trường Âm nhạc của thành phố này. Đến năm 11 tuổi, Klee đã nhận được mời chơi cho Hiệp hội âm nhạc Bern.
Trong những năm đầu thuở thiếu thời, Klee tập trung vào việc trở thành một nhạc sĩ, rất phù hợp với nguyện vọng của cha mẹ. Nhưng sau đó, Klee không thích "nghệ thuật thính giác" này bằng "nghệ thuật thị giác" và đã từng nói: "Tôi không tìm thấy ý tưởng sáng tạo trong âm nhạc" vì cảm thấy bị ràng buộc về mặt cảm xúc và cả phong cách thể hiện của các tác phẩm âm nhạc cổ điển truyền thống của thế kỷ thứ XVIII - XIX. Khi chuyển sang hội hoạ mà Klee gọi là "nghệ thuật thị giác", năm mười sáu tuổi đã có tác phẩm phong cảnh khá đáng kể.

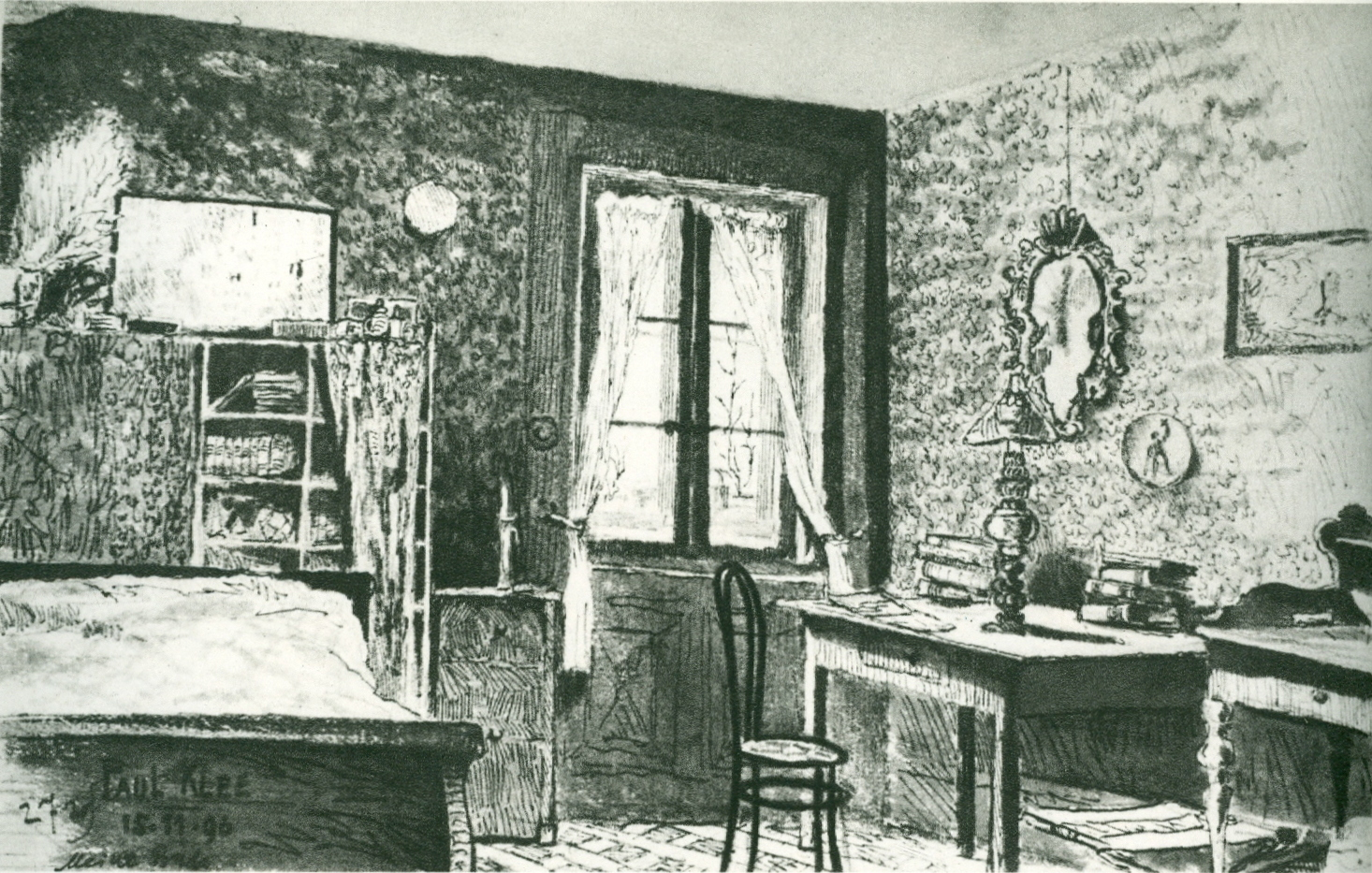
Hình 1: "Phòng của tôi" - 1896.

Khoảng từ năm 1895-1897, Klee bắt đầu vẽ nhiều (hình 1). Ngay cả trong những buổi học, Klee say mê vẽ những cuốn sách của trường, vẽ biếm họa, đồng thời cũng yêu thích văn học, "lạc đề" đến nỗi gần bị trượt trong kì thi. Năm 1898, Klee chuyển hẳn sang học nghệ thuật hội hoạ tại Học viện Mỹ thuật Munich với sự đồng ý miễn cưỡng của cha mẹ.
Sau khi nhận được bằng Mỹ thuật hội hoạ, Klee sang Ý từ tháng 10 năm 1901 đến tháng 5 năm 1902 cùng với người bạn Hermann Haller. Họ ở lại Rome, Florence và Naples, nghiên cứu các họa sĩ bậc thầy của các thế kỷ trước. Trở về Bern, Klee sống với bố mẹ vài năm và thỉnh thoảng tham gia các lớp nghệ thuật hội hoạ. Đến năm 1906, ông đã cho ra đời 57 tác phẩm còn được lưu giữ, trong đó có "Chân dung cha tôi" (1906). Trong những năm này, mặc dù là hoạ sĩ, nhưng Klee vẫn chơi vĩ cầm trong một dàn nhạc.

### Kết hôn
- Ông đã từng có một đứa con trai ngoài giá thú vào năm 1900, nhưng bé chết vài tuần sau khi sinh.[3]
- Năm 1906 Klee kết hôn với nghệ sĩ piano người Bavaria là Lily Stumpf, họ có một con trai tên là Felix Paul vào năm sau, cùng sống ở một vùng ngoại ô của Munich. Ở đây, người vợ dạy dương cầm và đi biểu diễn, còn người chồng ở nhà và tự lo công việc của cả "hai thứ" nghệ thuật của mình. Nỗ lực của ông là một họa sĩ minh họa tạp chí đã thất bại. Công việc nghệ thuật của Klee tiến triển chậm trong năm năm tiếp theo, một phần từ việc phải phân chia thời gian của mình với các vấn đề trong nước, và một phần khi anh cố gắng tìm một cách tiếp cận mới cho nghệ thuật của mình.

## Sự nghiệp
- Năm 1910, ông có triển lãm cá nhân đầu tiên tại Bern, sau đó là ở cả ba thành phố của Thụy Sĩ.
- Vào tháng 1 năm 1911, Alfred Kubin đã gặp Klee ở Munich để khuyến khích anh minh họa cho tiểu thuyết "Candide" - cuốn tiểu thuyết châm biếm nổi tiếng nhất của Voltaire (xuất bản năm 1759). Qua đó, Alfred Kubin không chỉ làm bạn với Klee mà còn là một trong những nhà sưu tập quan trọng đầu tiên của Klee. Ngoài ra, qua Kubin mà Klee gặp gỡ nhà phê bình nghệ thuật Wilhelm Hausenstein - thành viên sáng lập và quản lý của công đoàn Sema của các nghệ sĩ Munich. Qua đó, ông làm quen với August Macke và Wassily Kandinsky, rồi gia nhập đội ngũ biên tập Blaue Reiter ("Der Blaue Reiter" hay kỵ sĩ xanh) do Franz Marc và Wassily Kandinsky sáng lập. Ở đây, Klee đã tiến bộ vượt bậc và là một trong những thành viên quan trọng và độc lập nhất của Blaue Reiter. Ở đây, ông không tham gia triển lãm đầu tiên của Blaue Reiter (từ 18 tháng 12 năm 1911 đến ngày 1 tháng 1 năm 1912) tại Moderne Galerie Heinrich Thannhauser ở Munich. Nhưng đến cuộc triển lãm thứ hai, diễn ra từ ngày 12 tháng 2 đến 18 tháng 3 năm 1912 tại Galerie Goltz, thì ông trưng bày 17 tác phẩm đồ họa và đã có tiếng tăm.
- Tham gia triển lãm nghệ thuật 1912-1913 là một sự kiện quan trọng đối với ông. Hiệp hội đã mở mang lý thuyết hiện đại về màu, đồng thời là chuyến du hành Paris vào năm 1912 cho ông thấy sự phát triển của chủ nghĩa lập thể và nghệ thuật trừu tượng. Việc sử dụng màu đậm của Robert Delaunayand Maurice de Vlaminck cũng truyền cảm hứng cho ông, nhưng ông không "sao chép" nghệ sĩ này mà thực hiện các liệu pháp nghệ thuật màu sắc của riêng mình. Điều này thể hiện ở "Trong mỏ đá" (1913) và "Nhà gần Gravel Pit" (1913) của ông. Ở Paris trong dịp này, ông cũng tiếp cận các tác phẩm của Paul Cezane và Vincent van Gogh. Ông thú nhận là Van Gogh đã ảnh hưởng đến việc sử dụng màu sắc của mình.

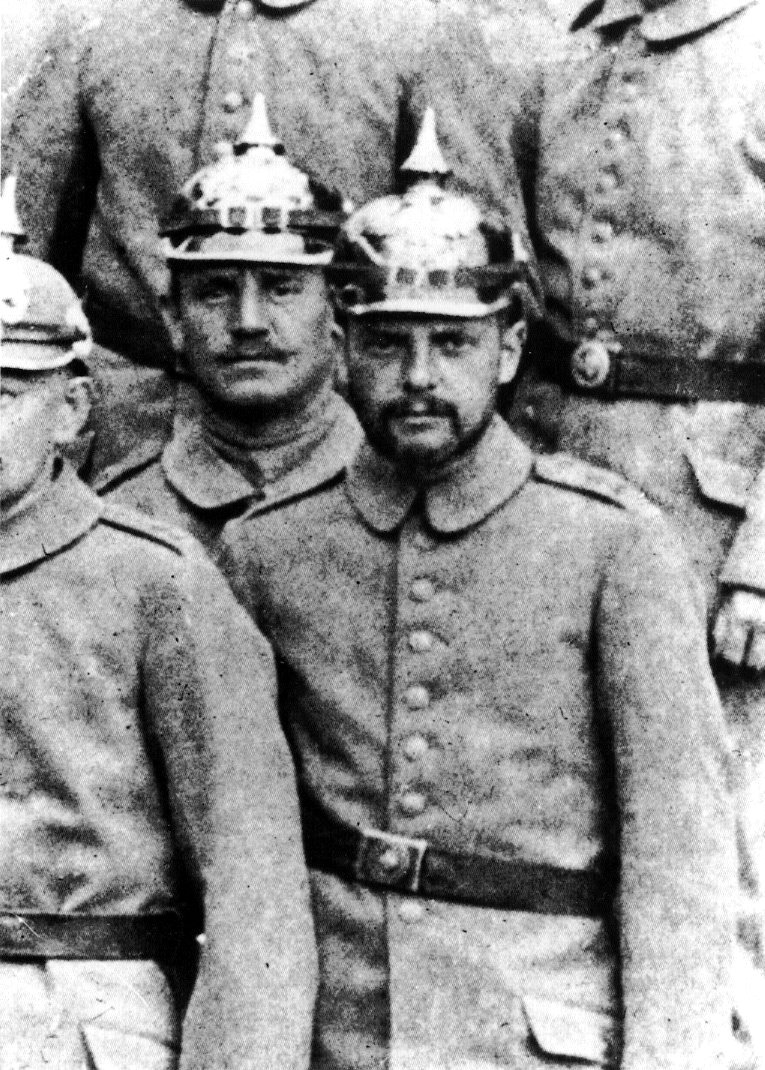
Hình 2: P. Klee là binh sĩ trong Đại chiến I.

- Các nhà viết tiểu sử về Klee cho rằng bước đột phá nghệ thuật của ông diễn ra vào năm 1914, khi ông đến Tunisia cùng với August Macke và Louis Moilliet. Một trong những tác phẩm điển hình nhất của sự đổi mới này là "In the Style of Kairouan" (1914) và "The Bavaria Don Giovanni" (1919). Trong đó, các hình chữ nhật và vài hình tròn cùng với những hình khối khác là "đơn vị" xây dựng cơ bản của Klee, giống như những nốt nhạc trong bản giao hưởng màu, phản ánh mối liên hệ chặt chẽ trong tâm hồn nghệ sĩ của Klee giữa "nghệ thuật nghe" vố "nghệ thuật nhìn".
- Trong chiến tranh thế giới thứ nhất, nhiều bạn bè của Klee bị chết trong trận chiến này (như Macke và Marc). Từ nỗi đau khổ về chiến tranh, ông có một số tác phẩm như "Death for the Idea" (1915). Klee cũng đã phục vụ ở tiền tuyến bằng công việc vẽ ngụy trang cho nhiều máy bay và làm nhân viên hậu cần (hình 2).[3][4]

### Sau đại chiến 1
- Từ năm 1917, tác phẩm của Klee bán rất chạy và các nhà phê bình nghệ thuật đã ca ngợi ông là nghệ sĩ giỏi nhất của Đức.
- Từ năm 1919, ông tham gia giảng dạy tại Học viện Nghệ thuật ở Düssre, rồi tại viện Bauhaus từ tháng 1 năm 1921 đến tháng 4 năm 1931. Ở đây, ông là một bậc thầy "mẫu".
- Vào khoảng những năm 1930, Klee đã ở đỉnh cao của sáng tạo, điển hình là tác phẩm "Ad Parnassum" (1932) được coi là kiệt tác. Ngoài ra hơn 500 tác phẩm đã được ông sáng tác vào năm 1933.
- Tuy nhiên, những năm sau đó, ông phát bệnh hiểm nghèo được chẩn đoán là xơ cứng đặc biệt, nhưng ông vẫn sáng tác, tuy ít hơn hẳn (năm 1936 chỉ vẽ được 25 bức). Sau đó, sức khỏe của ông có hồi phục phần nào và đặc biệt phấn khởi nhờ chuyến viếng thăm của Wassily Kandinsky và Pablo Picasso. Có lẽ vì thế, vào năm 1939, ông đã sáng tác hơn 1.200 tác phẩm. Tiếc rằng nhiều tác phẩm trong số này đã bị Đức quốc xã thu giữ và thất lạc.[3][4]

### Tử vong
Nỗi đau về bệnh hiểm nghèo của Klee đã để lại dấu ấn trong bức tranh cuối cùng của ông: "Cái chết và lửa" với một hộp sọ ở giữa tranh và một từ tiếng Đức là "Tod" trên phần khuôn mặt. Ông qua đời tại Muralto, Locarno, Thụy Sĩ, vào ngày 29 tháng 6 năm 1940 mà không có quốc tịch Thụy Sĩ, mặc dù ông được sinh ra ở đất nước đó. Sáu ngày sau khi ông qua đời, Chính quyền mới "kết nạp" ông. Di sản của ông bao gồm khoảng 9.000 tác phẩm nghệ thuật. Ông được chôn cất tại Schosshaldenfriedhof thuộc Bern của Thụy Sĩ.

## Một số tác phẩm

Hình 3: "Sợ hãi" (A félelem arca - 1932).
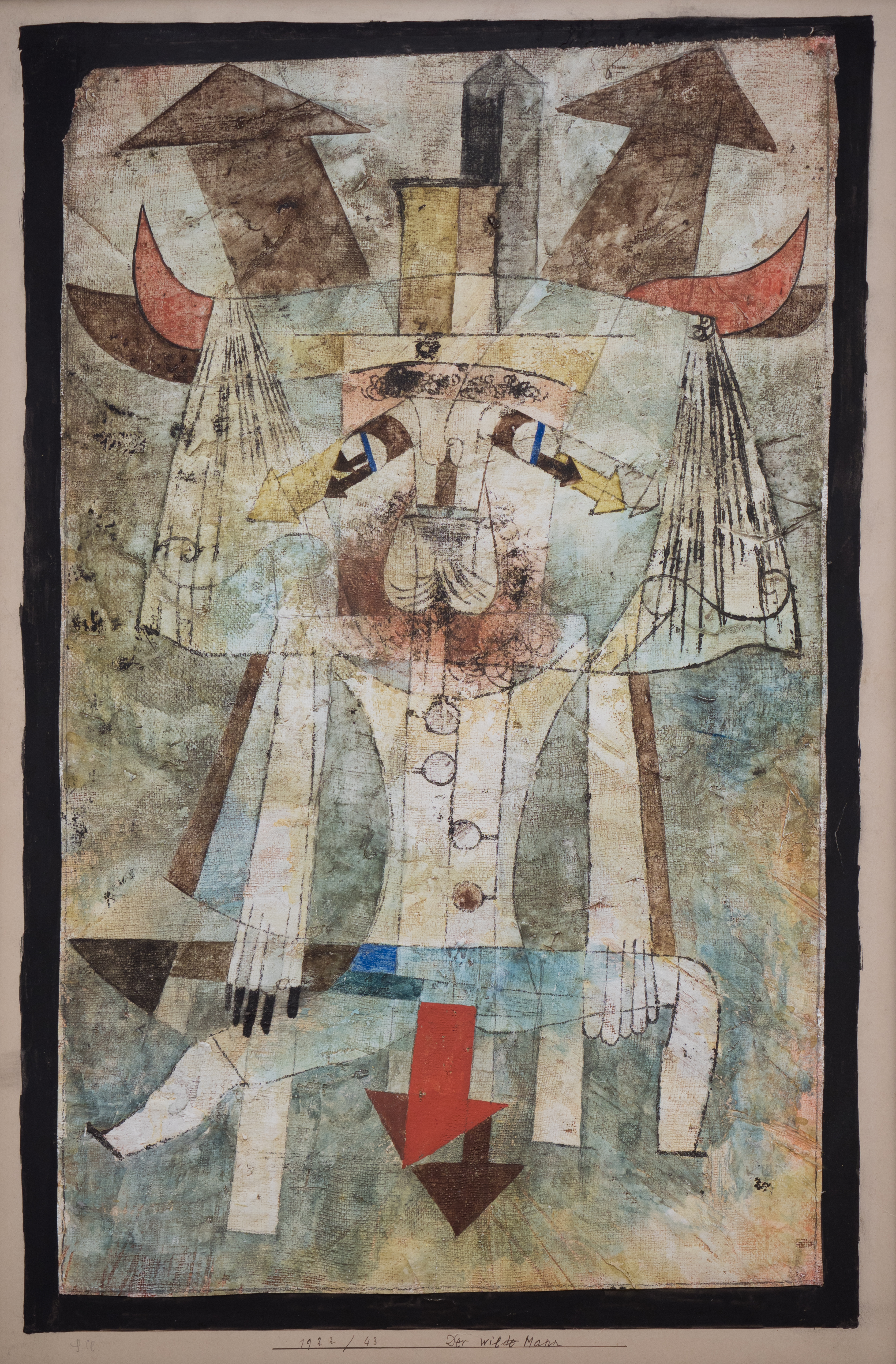
Hình 4: Kẻ hoang dã (The wild man -1922).
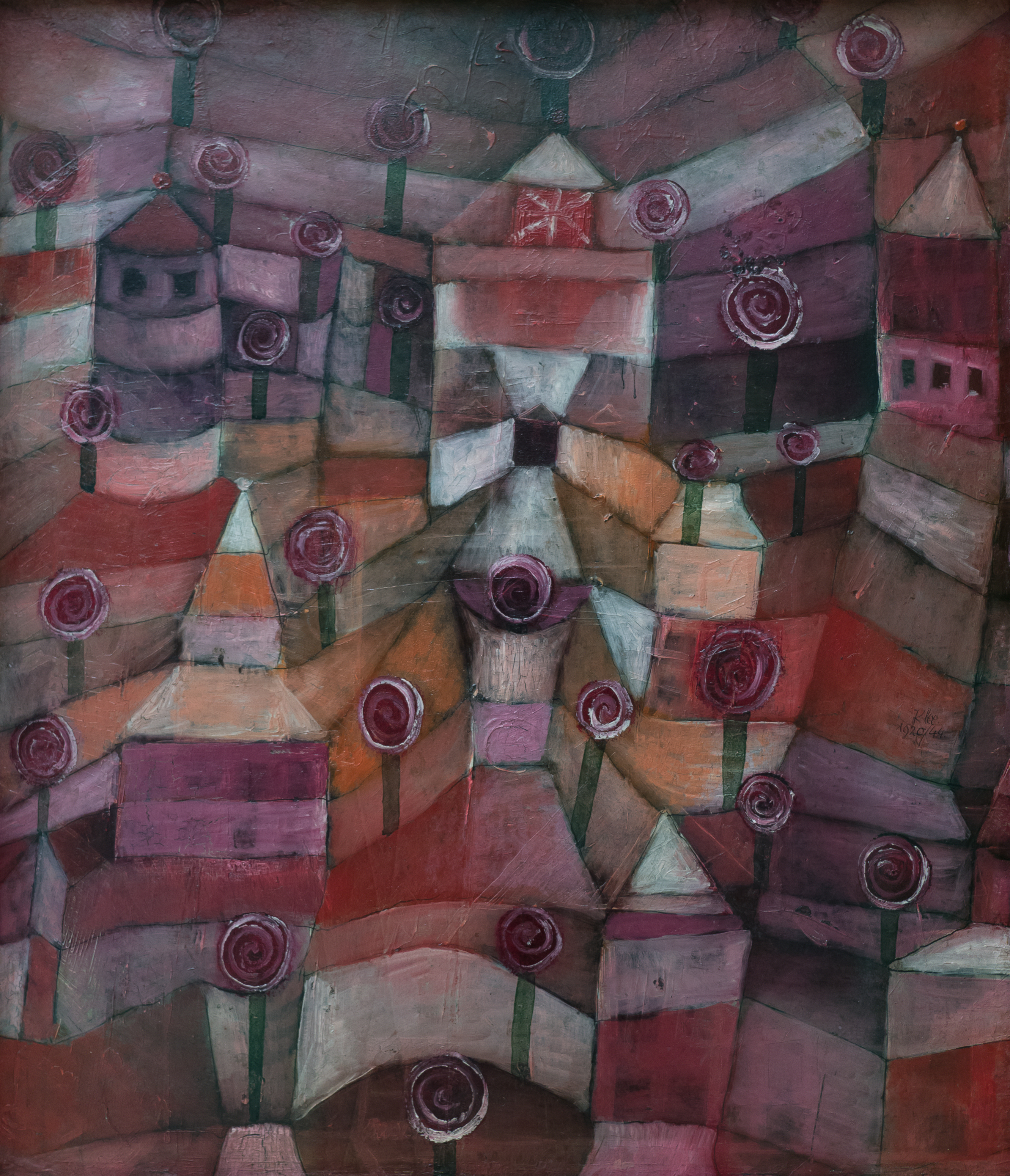
Hình 5: Vườn hồng (Rosengarten).
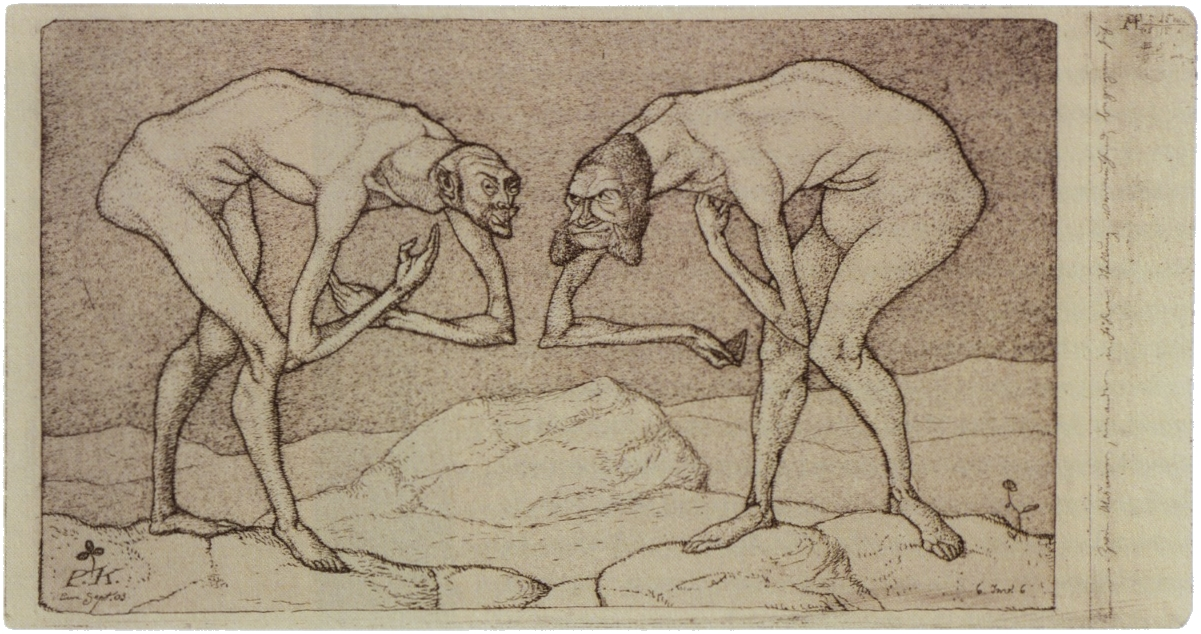
Hình 6: Hai kẻ đố kỵ (Zwei Männer, einander in höherer Stellung vermutend, begegnen sich - 1903).
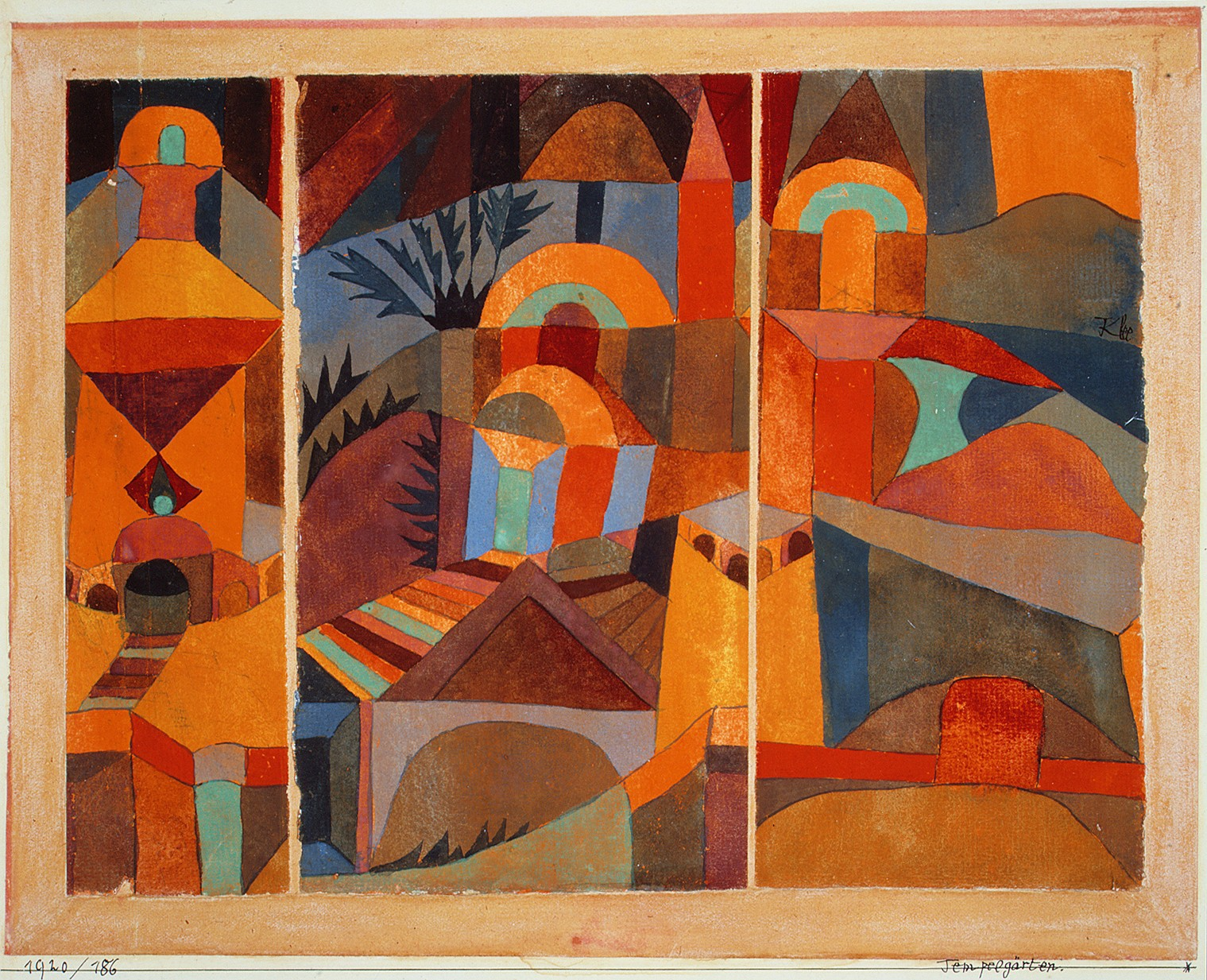
Hình 7: Temple Gardens.

## Sách tham khảo
- Paul Klee: Catalogue Raisonné. 9 vols. Edited by the Paul Klee Foundation, Museum of Fine Arts, Berne. New York: Thames & Hudson, 1998–2004.
- Paul Klee: 1933 published by Städtische Galerie im Lenbachhaus, Munich, Helmut Friedel. Contains essays in German by Pamela Kort, Osamu Okuda, and Otto Karl Werckmeister.
- Reto Sorg und Osamu Okuda: Die satirische Muse – Hans Bloesch, Paul Klee und das Editionsprojekt Der Musterbürger. ZIP Zürich 2005 (Klee-Studien; 2), ISBN 3-909252-07-9
- Some poems by Paul Klee ed Anselm Hollo. London 1962
- Kort, Pamela (ngày 30 tháng 10 năm 2004). Comic Grotesque: Wit And Mockery In German Art, 1870-1940 (bằng tiếng Anh). PRESTEL. tr. 208. ISBN 9783791331959. Bản gốc lưu trữ ngày 4 tháng 3 năm 2008. Truy cập ngày 16 tháng 6 năm 2009.
- The Diaries of Paul Klee 1898-1918  ed. Felix Klee Berkley, University of California 1964
- The Thinking Eye,The Notebooks of Paul Klee ed Jurg Spiller New York 1964
- Otto Karl Werckmeister: The Making of Paul Klee's Career, 1914-1920. University of Chicago Press, 343 pages, 125 halftones, 1984, 1989.
- Marcel Franciscono: Paul Klee: His Work and Thought. University Of Chicago Press, 406 pages, 1991, ISBN 0-226-25990-0.